# Irmina Herburt
Irmina Herburt – polska matematyk, doktor habilitowany nauk matematycznych, specjalizująca się w geometrii. Profesor uczelni na Wydziale Matematyki i Nauk Informacyjnych Politechniki Warszawskiej i dziekan tego wydziału w latach 2008–2016.

## Życiorys
Ukończyła matematykę na Uniwersytecie Warszawskim w 1976. Doktoryzowała się w 1986 na Wydziale Matematyki, Informatyki i Mechaniki UW na podstawie pracy pt. O izometriach wewnętrznych i sztywnych podzbiorach przestrzeni przygotowanej pod kierunkiem Marii Moszyńskiej, a habilitację uzyskała w 2002 na Wydziale Matematyki i Nauk Informacyjnych Politechniki Warszawskiej, pisząc pracę pt. O różnych wymiarach w geometrii fraktalnej i geometrii wewnętrznej. Piastowała stanowisko dziekana Wydziału Matematyki i Nauk Informacyjnych PW w kadencjach 2008–2012 i 2012–2016. Objęła również funkcję kierownika Zakładu Podstaw Geometrii Politechniki Warszawskiej. W swojej działalności naukowej skupiła się na zagadnieniach wiązanych z geometrią fraktalną, geometrią wewnętrzną oraz geometrią zbiorów wypukłych. Publikowała prace w czasopismach, takich jak „Advances in Geometry”, „Geometriae Dedicata”, czy „Mathematical Physics, Analysis and Geometry”. Jest także współautorką kilku książek przygotowujących do matury z matematyki. Otrzymała szereg nagród rektora PW za osiągnięcia organizacyjne oraz dydaktyczne.